# 第23SS義勇装甲擲弾兵師団

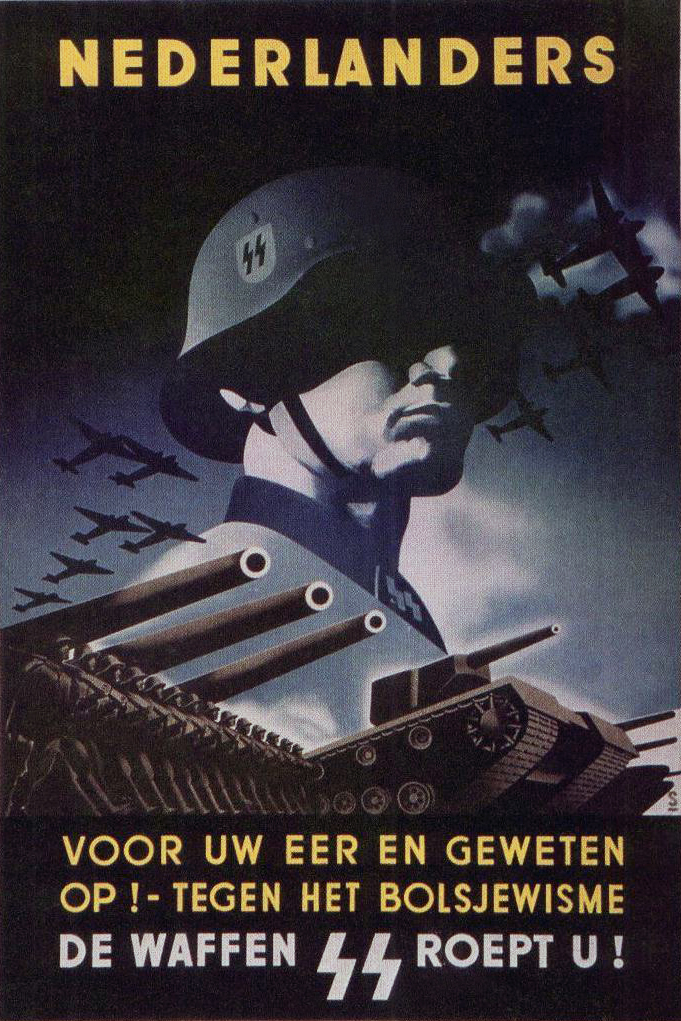
オランダ語の武装親衛隊員募集ポスター
「オランダ人よ、君の名誉と良心のために立ち上がれ! ―ボルシェヴィズムに対抗せよ、武装親衛隊は君を呼ぶ!」

第23SS義勇装甲擲弾兵師団 ネーデルラント（オランダ第1）（独: 23. SS-Freiwilligen-Panzergrenadier-Division "Nederland" (niederländische Nr. 1)）は、第二次世界大戦中のナチス・ドイツ武装親衛隊の師団。1945年に第4SS義勇装甲擲弾兵旅団「ネーデルラント」が師団に昇格して誕生した。ただし、名称こそ師団ではあるが、1945年時点での実際の兵力は1,000名程度に過ぎなかった。
「ネーデルラント」（蘭Nederland : オランダ）という名称が示すように、この師団は主にオランダ人義勇兵で編成されていた。また、師団および旅団の前身である義勇部隊「ニーダーランデ」は1942年1月にレニングラード戦線へ到着して以来、東部戦線で戦った。

## 義勇部隊創設の背景
1939年9月、ドイツ国防軍の電撃戦によるポーランド侵攻が成功すると、1939年から40年にかけての西ヨーロッパ諸国におけるファシズム政党の支持者たちは、ドイツこそがボリシェヴィキ問題に対する答えであると見なした。ドイツによる西ヨーロッパ諸国の占領が一段落した1940年後半、親衛隊全国指導者ハインリヒ・ヒムラーはドイツ総統アドルフ・ヒトラーの許可を得て、ヨーロッパのゲルマン系兵士を集めて武装親衛隊に所属する外国人義勇兵部隊を編成する作業に着手した。こうして1941年4月にはSS義勇連隊「ノルトヴェスト（Nordwest）」が創設され、同連隊はオランダおよびベルギーのフラマン出身の義勇兵で構成されることになっていた。
ヒムラーやSS外国人義勇兵募集運動責任者ゴットロープ・ベルガーらによる外国人義勇兵募集運動は、西ヨーロッパ諸国、とりわけオランダのファシズム政党NSB(Nationaal-Socialistische Beweging, 国家社会主義運動)や類似の親独組織の支援を受け、入隊資格を満たす民族の多いオランダにおいて一定の成果を上げた。これに加え、元オランダ陸軍中将でNSBの熱烈な支持者であるヘンドリック・アレクサンダー・セイファルト（Hendrik Alexander Seyffardt）がSSの募集運動を支持したことにより、さらに多くのオランダ人義勇兵が集ることになった。SSに志願したオランダ人義勇兵たちは1941年4月までにハンブルクへ送られた。SSの担当官は彼ら義勇兵を「ノルトヴェスト」連隊に配属するため、素早く身体検査やその他の身辺調査を実施し、そして契約を結んだ。多くのオランダ義勇兵は自分たちが武装親衛隊の任務に就くことによって、ヒトラーが新たに築くであろう世界秩序の中でオランダが重要な位置を占めることができると考えていた。
しかし、1941年7月に「ノルトヴェスト」連隊は解隊され、連隊に所属していたフラマン人義勇兵とオランダ人義勇兵は分離され、それぞれ新たに創設された国別部隊（Legion）へ配属された。オランダ人義勇兵はSS義勇部隊「ニーダーランデ」（SS-Freiwilligen-Legion "Niederlande"）へ所属することとなったが、多くがNSBの関係者であったオランダ人義勇兵はSSとの契約を続行し、同義勇部隊での任務に就いた。更なる訓練のために部隊は東プロイセンのArys（現ポーランド領Orzysz）に送られたが、オランダからドイツへ到着した新兵はハンブルクで基本訓練を行うこととなった。しかし、そこで新兵たちは武装親衛隊の訓練教官の傲慢かつ過酷な態度に直面し、彼らの持つ熱狂に冷や水を浴びせられた。これによって、義勇兵の中には失望して帰郷を企む者や自殺する者まで現れた。しかし、それでも多くの義勇兵は目的達成のために厳しい訓練を重ねた。
1941年の冬までに義勇部隊「ニーダーランデ」は1個歩兵連隊規模に拡大され、5個の自動車化された中隊とその他の諸中隊を有していた。これにより、NSBの指導者アントン・ムッセルト (Anton Mussert) は、同義勇部隊を新たなオランダ軍の前身になると見なしていた。
この一連の活動を、ドイツはオランダ人義勇兵の部隊がオランダ全土の望みであったかのように見せかけ、ドイツと共に独立したオランダが連合国と戦っているかのように見える印象操作を行った。セイファルトは義勇部隊の象徴的存在とされ、全てのオランダ人義勇兵は非公式のオランダの国旗（リンク先、プリンスの旗）を象った盾形の腕章を軍服の左袖に着用することを許可された。しかし、多くのオランダ人義勇兵は部隊が独立した存在であると信じていたが、セイファルトは部隊が武装親衛隊の指揮下にあるという事実に気付いた。セイファルトはドイツ側に抗議したが、ドイツはそれを無視した。セイファルトは強硬な反共主義者ではあったが、ナチスのイデオロギーに心から賛同しているわけではなかった。
1941年11月、訓練を終えた義勇部隊「ニーダーランデ」はドイツ北方軍集団に所属することになり、レニングラード近郊の戦線へ送られた。

## 義勇部隊「ニーダーランデ」時代
1942年1月中旬、義勇部隊「ニーダーランデ」はヴォルホフ川の戦線に到着、防衛線を形成し始めた。前線に到着してから数週間の間、「ニーダーランデ」部隊はソビエト赤軍のヴォルホフ川西岸における橋頭堡構築を防ぎ、また、ソビエト赤軍の防衛地点（一部、パルチザン掃討活動を含む）に対するいくつかの攻撃にも参加した。
1942年2月初旬、NSB指導者のムッセルトが戦線を訪問すると部隊の士気は揚がったが、その数日後である2月10日にはソビエト赤軍がレニングラードを防衛するための大規模攻勢を開始した。それ以降、6月前半まで部隊は絶え間ないソビエト赤軍の攻勢を防御し続け、多数の犠牲を出しつつも防衛線を維持し続けた。
1942年6月、オランダ人部隊は初めて反撃に転じ、ソビエト赤軍部隊の一部の無力化に成功した。この反撃期間中、部隊は後にドイツ軍の指揮下でソビエト連邦と戦うロシア解放軍の指導者となるアンドレイ・ウラソフ将軍を含むソビエト赤軍将兵3,500人を捕虜とした。
6月下旬、部隊は新たなレニングラード包囲に参加するため、北へ移動した。レニングラード周辺の戦線での1ヶ月に及ぶ平穏な活動の後、部隊は「ノルトリヒト（Nordlicht：オーロラ）」作戦（en:Operation Nordlicht、レニングラードに対する最終的打撃を与える作戦）に備えて戦線から引き抜かれた。しかし、8月14日の作戦開始を予定していたドイツ軍に先んじてソビエト赤軍が攻勢を開始した。「ノルトリヒト」作戦決行のために多くの部隊が前線から引き抜かれていたため、ドイツ軍は進出するソビエト赤軍に対して有効な反撃が行うことができず、結局「ノルトリヒト」作戦は失敗に終わった。
同作戦の失敗後、予想されるソビエト赤軍の攻撃をラドガ湖で防ぐため、オランダ人部隊はレニングラード南方へ送られた（ここでの戦いは後に「第一次ラドガ湖の戦い」として知られることとなる）。部隊は1942年末まで激しい戦闘を重ね、やがて第2SS自動車化歩兵旅団（2 SS Infantry Brigade）に編入され、ノルウェー人義勇兵の部隊であるSS義勇部隊「ノルヴェーゲン」（SS-Freiwilligen-Legion "Norwegen"）と共に前線へ復帰した。

### 外国人義勇兵初の騎士鉄十字章受章者
1943年1月初旬、ソビエト赤軍は後に「第二次ラドガ湖の戦い」として知られる攻勢を開始した。オランダ、ノルウェーの両外国人義勇兵部隊は、ソビエト赤軍の繰り出すT-34中戦車を対戦車砲（フランス軍から鹵獲した7.5cm PaK 97/98）で防ぎ続けた。
2月13日、ソビエト赤軍は「ニーダーランデ」部隊の戦区において11個狙撃兵師団、6個機械化旅団、2個戦車旅団を繰り出して大攻勢を発起した。この時、同部隊の第14（戦車猟兵）中隊に所属する19歳のヘラルドゥス・モーイマン（Gerardus Mooyman）SS上等兵は、先の対戦車砲を指揮して7輛のT-34を撃破し、敵の突破を阻止した。モーイマンはその後も再び押し寄せてきた敵戦車部隊と交戦し、さらにT-34を6輛撃破した。これによってソビエト赤軍は「ニーダーランデ」部隊の戦区を突破できず、二度と同戦区への攻撃を指向しなかった。モーイマンがこの「第二次ラドガ湖の戦い」で撃破した敵戦車はT-34、KV-1など合計19両を数えた。これらの目覚ましい活躍によってモーイマンは1943年2月20日付で騎士鉄十字章を授与され、ドイツ人以外で初めて騎士十字章を佩用した外国人義勇兵になった。彼の活躍はドイツによってヨーロッパ中に広く伝えられ、モーイマンはオランダの若者の手本として大いに宣伝された。

### 帰還
一方その頃のオランダ本国では、1943年2月6日、義勇部隊の象徴的存在であったセイファルト将軍がオランダのレジスタンス組織「CS-1」のメンバーの銃撃によって重傷を負い、数日後に死亡した。オランダの募集組織のみならず前線のオランダ人部隊もこの訃報に戸惑ったが、象徴的存在であったセイファルトを失った悲しみに暮れる時間はほとんどなかった。1943年春の雪解けによってソビエト赤軍の反撃が再開されていたのである。
1943年4月、義勇部隊「ニーダーランデ」は前線から引き揚げられ、テューリンゲンのゾンネベルクへ移動した。そこで彼らは新たな旅団として再編成されることになった。

## 義勇旅団「ネーデルラント」の誕生
ゾンネベルクへの到着と同時に、義勇部隊「ニーダーランデ」はSS義勇旅団「ネーデルラント」（SS-Freiwilligen-Brigade "Nederland"）としての再編成に着手した。旅団は2個装甲擲弾兵連隊を基幹として編成され、両連隊には名誉称号が付けられることになった。第45（11月12日に第48に変更）SS義勇装甲擲弾兵連隊は、暗殺されたセイファルト将軍にちなみ「ヘネラル・セイファルト」（SS-Freiwilligen-Panzrgrenadier-Regiment 45（48）"General Seyffardt"）、第46（11月12日に第49に変更）SS義勇装甲擲弾兵連隊は、17世紀のオランダ海軍提督ミヒール・デ・ロイテルにちなみ「デ・ロイテル」（SS-Freiwilligen-Panzergrenadier-Regiment 46（49）"De Ruiter"（もしくは"De Ruyter"））と名付けられた。これら装甲擲弾兵連隊の他には第54SS砲兵連隊、第54SS偵察中隊、第54SS工兵大隊、第54SS戦車猟兵大隊、第54SS衛生大隊、第54SS通信中隊、第54SS対空砲中隊の諸部隊が所属しており、旅団指揮官にはSS「ヴィーキング」師団のSS「ゲルマニア」連隊長を務めたユルゲン・ヴァグナーSS少将が就任した。

## クロアチアでの活動
1943年9月、「ネーデルラント」旅団はフェリックス・シュタイナーSS大将率いる第IIISS装甲軍団に加わるためクロアチアへ移動、第IIISS装甲軍団の司令部が置かれたAgramの北部に駐屯した。到着と同時に旅団はSS「ヴィーキング」師団で経験を積んだ古参のオランダ兵1,500名の補充を受けた。旅団のいた場所は常にチトーのパルチザンの脅威があったが、彼らはそこで訓練を完了した。
1943年12月末、旅団は新たな戦線に送る準備が整ったと判断され、シュタイナーの第IIISS装甲軍団と共に、ドイツ北方軍集団の担当地区であるレニングラード戦線オラニエンバウム（Oranienbaum）近辺への移動を命令された。このクロアチアにおいて「ネーデルラント」旅団は高い戦闘能力を示し、年末には第4SS義勇装甲擲弾兵旅団「ネーデルラント」（4.SS-Freiwilligen Panzergrenadierbrigade "Nederland"）と改称された。また、この時点で旅団には小さい師団に相当する9,342名の将兵が所属していた。しかし、クロアチア出発の時点でも旅団が所有する重兵器はすべて未受領の状態であり、旅団に配属される予定の1個砲兵大隊に至っては編成が始まったばかりの段階であった。

## オラニエンバウムからの後退
レニングラード戦線への到着と同時に、シュタイナーの第IIISS装甲軍団はドイツ第18軍の所属となり、オラニエンバウム南部のKlopizyに司令部を設けた。軍団の戦区に到着した「ネーデルラント」旅団はオラニエンバウム西部のLutschkiに布陣した。彼らドイツ軍に対する現地のソビエト赤軍は、レオニード・ゴヴォロフ率いるレニングラード方面軍であった。
1944年1月14日、ソビエト赤軍はロシア、バルト諸国の領域からドイツ軍を駆逐することを目的とした大規模攻勢を発動、ゴヴォロフは隣接していたヴォルホフ方面軍（司令官キリル・A・メレツコフ（Kirill Meretskov）と共に攻撃を開始した。
ソビエト赤軍は初期の攻撃で戦線を防衛していたドイツ軍の2個空軍野戦師団を突破、両方面軍は先を争って進軍した。これによりシュタイナーはこれを止めるための編成を行った。「ネーデルラント」旅団は第11SS義勇装甲擲弾兵師団「ノルトラント」と共にレニングラード方面軍を食い止めようとしたが、ヴォルホフ方面軍による包囲の危険性が生じたため、後退を余儀なくされた。
1944年1月26日、第IIISS装甲軍団はオラニエンバウム包囲陣からの後退を開始し、「ネーデルラント」旅団は1月28日朝に後退を開始した。旅団は150kmに渡って撤退戦を行い、新たにナルヴァ川で防衛線を確立することになっていた。1月30日にはエストニアのナルヴァ市北方のKeikinoに到着し、次いでナルヴァ市へ移動した。彼らはナルヴァ橋頭堡の北方中心部の防衛を担当することになっていた。

## ナルヴァの戦い
オラニエンバウムを制したソビエト赤軍の次の目標は、エストニアからレニングラードへ至る道の門であるナルヴァであった。ソビエト赤軍の第47軍・第2突撃軍・第8軍は、ナルヴァに築かれたドイツ軍防衛線突破の準備を着々と整えていた。これに対し守備側のドイツ軍は、可能な限りの早さで防衛線を固めることに専念していた。「ネーデルラント」旅団は橋頭堡北部の防衛を担当した。
1944年2月3日、ソビエト赤軍によるナルヴァ橋頭堡への攻撃が開始された。ソビエト赤軍の激しい攻撃にもかかわらず、「ネーデルラント」旅団はナルヴァ市東岸において橋頭堡を確保し続けた。
3月初旬、ソビエト赤軍による攻撃は橋頭堡北部のPopovkaを防衛していた第48SS義勇装甲擲弾兵連隊「ヘネラル・セイファルト」に集中した。しかし、同連隊はこの攻撃を防ぎ、連隊長ヴォルフガング・イェルヒェルSS中佐は反撃を開始、ソビエト赤軍の攻勢を挫いた。
その後、ソビエト赤軍は第49SS義勇装甲擲弾兵連隊「デ・ロイテル」（連隊長：かつてSS「ヴィーキング」師団でフィンランド人大隊を指揮したハンス・コラーニSS中佐）が守るLilienbachへの攻撃を開始した。一時はソビエト赤軍の歩兵と戦車部隊によってLilienbachは席捲されたが、2日間に渡る激戦の末にオランダ人義勇兵たちはソビエト赤軍を撃退した。
しかし、ソビエト赤軍レニングラード方面軍司令官ゴヴォロフは、第49SS義勇装甲擲弾兵連隊への攻撃を再び集中させた。これにより、オランダ人義勇兵たちの防衛線に綻びが出始め、「ノルトラント」師団の戦車大隊がソビエト赤軍の突破を防ぐために投入された。しかし、肝心の戦車が泥沼に入り込んで身動きが取れなくなったため、コラーニSS中佐はLilienbach方面へ連隊を撤退させた。
これを見たソビエト赤軍は、退却を始めているオランダ義勇兵たちに対する激しい砲撃を開始、第49SS義勇装甲擲弾兵連隊はこの激しい砲火で多大な犠牲者を出すこととなった。しかし、第49SS義勇装甲擲弾兵連隊の中隊長であるヘルムート・ショルツ（Helmut Scholz）SS少尉は生き残った兵士を集めて反撃を開始、第49SS義勇装甲擲弾兵連隊が最初に配置されていた地点を取り戻して戦線の崩壊を防いだ。
3月22日、ソビエト赤軍による攻撃は第49SS義勇装甲擲弾兵連隊に打撃を与え、5個中隊が防衛する戦線を突破、連隊は殲滅される危機に陥った。しかし、第II大隊長ハインツ・フリューアウフ（Heinz Frühauf）SS大尉は、大隊本部の人員を集めて戦闘団を編成、連隊背後へ侵入した約150名のソビエト赤軍部隊への襲撃を敢行した。激戦の結果、フリューアウフSS大尉はソビエト赤軍部隊を無力化し、さらに周辺の敵の掃討に成功した。
第IIISS装甲軍団司令官シュタイナーは、第4SS義勇装甲擲弾兵旅団「ネーデルラント」に対し次のような感謝の意を述べている。
「部隊の素晴らしい対応と「ネーデルラント」旅団指揮官の自信ある指揮振りは、限りない賞賛に値する」

## ナルヴァ撤退
ゴヴォロフは橋頭堡北部に布陣する「ネーデルラント」旅団の防衛線を突破できなかったため、攻撃の主軸を橋頭堡南部に布陣する「ノルトラント」師団の第24SS装甲擲弾兵連隊「ダンマルク」へ移した。
1944年6月22日、ソビエト赤軍が夏季大攻勢バグラチオン作戦を発動させたことにより、ナルヴァ戦線におけるゴヴォロフの攻撃もさらに勢いを増すことになった。7月初旬、ソビエト赤軍はついにナルヴァ川西岸に橋頭堡を確立し、ナルヴァ戦線のドイツ軍には分断の危機が迫っていた。7月23日、シュタイナーはヒトラーの命令に反して、第IIISS装甲軍団をナルヴァ市西方の防衛線「タンネンベルク線」（Tannenbergstellung）へ後退させた。
7月24日午後11時30分、ナルヴァ橋頭堡のドイツ軍部隊が西方への撤退を開始し、第24SS装甲擲弾兵連隊「ダンマルク」（第7中隊を除く）および第49SS義勇装甲擲弾兵連隊「デ・ロイテル」第I大隊がナルヴァ橋を西へ渡った。「ダンマルク」連隊第7中隊および第48SS義勇装甲擲弾兵連隊「ヘネラル・セイファルト」も橋を渡ったが、彼らは第IIISS装甲軍団の後衛として24時間ナルヴァ市に残留した。

### 「ヘネラル・セイファルト」連隊の喪失
1944年7月25日午後5時頃、ナルヴァ市残留のドイツ軍後衛部隊に命令が通達された。「1800時をもって全部隊は61番線（Hungersburg - Soldino）を横切って西を目指すこと」。これに従って「ダンマルク」連隊第7中隊は鉄道路線に沿って西方へ退却したが、その間に敵との接触はなかった。しかしながら、「デ・ロイテル」連隊第II大隊および「ヘネラル・セイファルト」連隊が撤退する予定の主要補給道路はすでにソビエト赤軍によって制圧されていた。
ゴヴォロフはドイツ軍の撤退を察知して戦線への全面攻撃を開始したため、旅団の残存部隊がナルヴァ川から撤退する間、「ネーデルラント」旅団の後衛部隊は押し寄せるソビエト赤軍を辛うじて食い止めていた。しかし、第48SS義勇装甲擲弾兵連隊「ヘネラル・セイファルト」は、連隊長イェルヒェルSS中佐の後任として2日前に着任したリヒャルト・ベンナー(Richard Benner)SS中佐の重大な判断ミスのために悲惨な末路を辿ることになる。
1944年7月29日、フリューハウフSS大尉と彼の部隊が北西に向かってソビエト赤軍部隊を食い止める間、旅団の砲兵連隊は西部へ全速力で後退した。北西部のソビエト赤軍を駆逐して退路を確保したフリューハウフたちは主要撤退路の左右を固め、第48SS装甲擲弾兵連隊「ヘネラル・セイファルト」の到着を待った。
しかし、どういうわけかフリューハウフたちと「ヘネラル・セイファルト」連隊との連絡は途絶えてしまった。無線も通じず、さらに撤退予定路から聞こえる戦場騒音を耳にした第48SS義勇装甲擲弾兵連隊長ベンナーSS中佐は、ソビエト赤軍を避けるために主要撤退路から外れ、事前計画と違うルートを独自の判断で選んだ。フリューハウフたちはいつまで経っても現れない「ヘネラル・セイファルト」連隊を待ち続けたが、7月30日午前1時に通達された命令に従って西方へ後退した。
7月30日午前5時30分、ナルヴァ市西方のLaagnaに到達した「ヘネラル・セイファルト」連隊は問題に直面した。Laagna一帯の地形は泥沼であったため、連隊の車列は著しく行動を制限されてしまった。さらに、ソビエト赤軍の砲兵部隊およびソビエト空軍の戦闘爆撃機に捕捉されてしまったため、「ヘネラル・セイファルト」連隊は空と地上からの両面攻撃を受けることとなった。そして、斥候の報告によって連隊は30輌の敵戦車および300名の敵兵に直面していることが明らかとなった。
7月30日午前9時頃、ベンナーSS中佐はどうにか旅団本部との連絡をつけた。「我々は森を抜けて西進し、それから南へ向かう」そして、ベンナーSS中佐は連隊の重装備（無線搭載車両含む）をすべて破壊し、森を抜けて西を目指すよう命じた。これによって連隊は旅団本部からの「お前たちはどこにいる？」という位置確認の無線連絡も受けることができなくなった。
7月30日午後5時30分頃、ベンナーSS中佐が先頭に立った「ヘネラル・セイファルト」連隊の残余は包囲網突破のための突撃を開始した。しかし、絶え間ない砲撃と森の中から次々と現れるソビエト赤軍によって、ベンナーSS中佐をはじめ連隊の将校・下士官は次々と戦死し、連隊はパニック状態に陥った。これまで不眠不休で戦い続け、疲弊しきったオランダ人義勇兵たちはソビエト赤軍の格好の標的であり、30分後の午後6時頃に連隊は殲滅された。数日後、タンネンベルク防衛線に生きて辿り着いたのは「ヴイーキング」師団以来の古参オランダ人中隊長コルネリウス・ニーウエンダイク＝フーク（Cornelius Nieuwendijk-Hoek）SS少尉を含む少数の残存兵のみであった。
このナルヴァ撤退戦で「ネーデルラント」旅団は2個連隊の内の1つを失い、経験豊富なベテラン兵を多数失ってしまった。全滅した第48SS装甲擲弾兵連隊はシュロッヒャウ（現、Człuchów）で再度、編成を行うよう命令された。

## エストニアの放棄

### タンネンベルク線
1944年7月末、第IIISS装甲軍団がタンネベルク線へ後退する間、「ネーデルラント」旅団は軍団の後衛を勤めていた。この時、第48SS義勇装甲擲弾兵連隊の退路の確保を命じられた第54SS戦車猟兵大隊第1中隊は、所属の突撃砲数輛を東進させた。そのうちの1輛はオランダ人SS軍曹デルク＝エルスコ・ブラインス（Derk-Elsko Bruins）が車長を勤める整備不良の3号突撃砲G型だったが、同車は移動途中にソビエト赤軍の戦車部隊と遭遇し、単独で8輛を撃破する戦果を挙げた。この功績によりブラインスSS軍曹には1944年8月23日付で騎士鉄十字章が授与され、彼はヘラルダス・モーイマンに続くオランダ人義勇兵第2の騎士鉄十字章受章者となった。
一方、タンネンベルク線におけるドイツ軍の防衛態勢が整ったことにより、「ネーデルラント」旅団は予備として戦線から引き抜かれ、再編成のために短期間の時間を与えられた。
1944年7月20日、ヒトラー暗殺未遂事件が発生すると、旅団の将兵はショックと怒りを示し、いくつかの悔やみ状と総統への支持を旅団からヒトラーへ送った。旅団の大部分の将兵はNSBのファシズムイデオロギーをしっかりと保持していた。8月24日、親衛隊全国指導者ハインリヒ・ヒムラーは旅団に手紙を送り、旅団の敢闘精神を賞賛した。
1944年8月中旬、第5SS義勇突撃旅団「ヴァロニェン」からエストニアへ派遣された戦闘団が「ネーデルラント」旅団の指揮下に置かれ、戦力の増強を行った。後にヒトラーがエストニア戦線のドイツ軍に撤退を許可した時、「ネーデルラント」旅団には1つの問題が存在していた。ドイツ軍がエストニアを放棄することに怒ったエストニア人将兵の一団が地下に潜ったのである。そのため、「ネーデルラント」旅団の指揮官ヴァーグナーはエストニアで想定されるあらゆるケースに対応するため、予備戦力の中隊を維持することを強いられた。しかし結局、数回の衝突は発生はしたものの、エストニア側との大規模な戦いは発生しなかった。

## クールラント
1944年9月23日、「ネーデルラント」旅団はクールラントへの撤退を開始し、10月半ばまでに現地に到着した。しかし、旅団は到着直後、ソビエト赤軍による複合攻撃により数日間の激戦を強いられ、多大な犠牲を払うこととなった。ソビエト赤軍はドイツ北方軍集団をクールラントで孤立させるのに成功したが、これは後にクールラント・ポケットとして知られることとなる。「ノルトラント」師団とともに配置された「ネーデルラント」旅団は、戦略的に不可欠なリバウ防衛線の一翼を担った。
クールラントでの戦いの最中、「ネーデルラント」旅団はパルチザンからの熾烈な攻撃を受けた。そのため、数回の交戦の後、「ネーデルラント」旅団長ヴァグナーSS少将は一般市民（人数不明）の報復処刑を命じた。
1944年10月27日、「ネーデルラント」旅団第49SS義勇装甲擲弾兵連隊「デ・ロイテル」はTirs-Purvs Marshes北部におけるソビエト赤軍の脅威を排除し、旅団はカレチ（Kaleti）戦区に本部を移した。しかし、10月27日にはソビエト赤軍の攻勢が再開され、1944年の残りの日々は数回の戦闘に従事する日々を送った。
1945年1月24日、「ネーデルラント」旅団の戦区にソビエト赤軍の猛烈な砲撃が集中した。旅団戦区は北部から南部に向かって順に第54SS工兵大隊（ヴァンヘーファーSS大尉）、「デ・ロイテル」連隊第II大隊（ペターゼンSS少佐）、同連隊第I大隊（ウンガーSS少佐）が布陣していた。数回の攻防戦の後、南部のオゾリ（Ozoli）丘はソビエト赤軍の手に落ち、「デ・ロイテル」連隊第I大隊は少数の残存兵を除いて壊滅した。
この時、カレチ戦区では「デ・ロイテル」連隊第II大隊の残存部隊を集めた臨時編成の中隊がカレチ東方400メートル地点の前哨陣地を主要抵抗線として確保していた。同中隊の指揮官は1944年12月18日に黄金ドイツ十字章を受章した古参のデンマーク人義勇兵で、「デ・ロイテル」連隊第6中隊長を務めるヨハネス・ヘルマース（Johannes Hellmers）SS中尉であった。
1945年1月25日朝、ソビエト赤軍はヘルマース中隊の陣地前方200メートルの森から、多数の戦車と200名の歩兵をもって攻撃を開始した。このソビエト赤軍の攻撃によってヘルマース中隊陣地の塹壕の半分が陥落したが、ヘルマースSS中尉は少数の兵を率いて即時反撃に踏み切った。短機関銃を手に部下の先頭に立ったヘルマースは、侵入したソビエト赤軍を塹壕から駆逐した。彼は戦闘中に2度負傷したものの、部下と共に前線に残留し、主要抵抗線を奪取せんとするソビエト赤軍の攻勢を頓挫させたのであった。そして、1月25日のカレチにおける主要抵抗線の維持および敵軍の突破防止の功績を認められ、ヘルマースSS中尉には1945年3月5日付で騎士鉄十字章が授与され、彼はデンマーク人として第3（最後）の騎士鉄十字章受章者となった。
1945年1月26日、「ネーデルラント」旅団はオーデル川における防衛に参加するため、クールラントからスヴィネミュンデ－シュテッティンへ移動するよう命令を受けた。撤退はリバウの港を使って行われ、ソビエト赤軍制圧下のバルト海を抜け、2月4日にはドイツ領域への脱出に成功した。

## 師団昇格、そして最後の戦い
1945年2月、消耗した第4SS義勇装甲擲弾兵旅団「ネーデルラント」は第11SS義勇装甲擲弾兵師団「ノルトラント」に吸収される予定になっていたが、オランダのファシズム組織「NSB」(Nationaal-Socialistische Beweging, 国家社会主義運動)からの抗議のため、第23SS義勇装甲擲弾兵師団「ネーデルラント」と改称された。しかし、名称こそ師団であるものの、実際の兵力は約1,000名でしかなかった。「ネーデルラント」師団はフェリックス・シュタイナーSS大将の第11SS装甲軍に所属し、2月のゾンネンヴェンデ作戦と3月のアルトダム（Altdamm）近辺の戦いに参加した。
1945年4月、消耗し尽くした「ネーデルラント」師団は、第48SS義勇装甲擲弾兵連隊「ヘネラル・セイファルト」と第49SS義勇装甲擲弾兵連隊「デ・ロイテル」を基にした2個戦闘団を新たに編成した。「ヘネラル・セイファルト」戦闘団は南へ向かい、「デ・ロイテル」戦闘団はオーデル川北方戦区に残った。
4月16日、ソビエト赤軍は最終攻撃を開始し、25日までにドイツ軍の防衛線を崩壊させた。攻撃の最中、「ネーデルラント」師団の2個戦闘団は激戦を行ったが、ソビエト赤軍による攻撃によって両戦闘団の連絡は分断された。「デ・ロイテル」戦闘団はソビエト赤軍の攻撃により押し戻されたが、パルヒム（Parchim）でソビエト赤軍の進出阻止を試みた。5月3日、ソビエト赤軍は多数の戦車を繰り出して同戦闘団へ攻撃を開始したが、「デ・ロイテル」戦闘団は熾烈な抵抗によってソビエト赤軍の進撃を食い止め、さらにその先遣部隊を殲滅した。その後、戦闘団の生き残りの将兵はアメリカ軍が近辺まで進撃しているという噂を耳にし、西へ移動してアメリカ軍に降伏した。
一方、「ヘネラル・セイファルト」戦闘団はハルベ近辺におけるソビエト赤軍の攻撃により、南へ押されていた。戦闘団の残存兵は第15SS武装擲弾兵師団 （ラトビア第1）のVieweger戦闘団に吸収されたが、ハルベの戦いでの地獄のような戦闘で同戦闘団は全滅した。
戦後、生存者はいくつかの死刑宣告を受け、またオランダで裁判にかけられた。ヴァグナーはユーゴスラビアにおける戦争犯罪裁判にかけられ、民間人に対する攻撃行為により、死刑を宣告された。

## 指揮官
| 着任          | 離任         | 階級（当時） | 氏名                                             |
| ------------- | ------------ | ------------ | ------------------------------------------------ |
| 1941年11月    | 1942年2月    | SS少佐       | ヘルベルト・ガーテ （Herbert Garthe）            |
| 1942年2月     | 1942年4月1日 | SS准将       | オットー・ライヒ （Otto Reich）                  |
| 1942年4月1日  | 不明         | SS中佐       | アーフェト・トイアーマン （Arved Theuermann）    |
| 不明          | 不明         | SS大佐       | ヨーゼフ・フィッツトゥーム （de:Josef Fitzthum） |
| 1944年4月20日 | 1945年5月1日 | SS少将       | ユルゲン・ヴァグナー （de:Jürgen Wagner）        |